# Goździków (gmina)
Goździków (do 1870 Smogorzów, od 1973 Gielniów) – dawna gmina wiejska istniejąca do 1954 roku w woj. kieleckim, łódzkim i ponownie kieleckim. Siedzibą władz gminy był Goździków. 
Gmina Goździków powstała za Królestwa Polskiego w powiecie opoczyńskim w guberni radomskiej 1 stycznia?/13 stycznia 1870 w związku z przemianowaniem dotychczasowej gminy Smogorzów na Goździków (po przyłączeniu do niej zniesionego miasta Gielniów).
W okresie międzywojennym gmina Goździków należała do powiatu opoczyńskiego w woj. kieleckim. 1 kwietnia 1939 roku gminę wraz z całym powiatem opoczyńskim przeniesiono do woj. łódzkiego. Po wojnie gmina przez krótki czas zachowała przynależność administracyjną, lecz już 6 lipca 1950 roku została wraz z całym powiatem przyłączona z powrotem do woj. kieleckiego.
1 lipca 1952 roku gmina składała się z 12 gromad: Antoniów, Bieliny, Gielniów, Goździków, Jastrząb, Karczówka, Krzesławice, Smogorzów, Stoczki, Zawada, Zychorzyn i Zygmuntów.
Jednostka została zniesiona 29 września 1954 roku wraz z reformą wprowadzającą gromady w miejsce gmin. Po reaktywowaniu gmin 1 stycznia 1973 roku gminy Goździków nie przywrócono, utworzono natomiast jej terytorialny odpowiednik, gminę Gielniów w tymże powiecie i województwie (obecnie w powiecie przysuskim w woj. mazowieckim).